# Catinoni sintetici
I catinoni sintetici, chiamati anche impropriamente sali da bagno, sono una tipologia di miscela di varie sostanze saline. Sono sostanze sintetiche chimicamente simili al catinone, uno stimolante contenuto nella pianta del khat, arbusto presente nell'Africa orientale.
Il nome deriva dai farmaci che venivano mascherati da sali da bagno, pur non essendo sostanze utilizzate per uso cosmetico o igienico. La polvere bianca che li compone, formata da granuli o cristalli, assomiglia spesso ai sali di Epsom, ma differisce chimicamente. Nell'imballaggio delle droghe è spesso indicato "non destinato al consumo umano", nel tentativo di camuffarle da sostanze adibite allo studio e non all'uso ricreativo. Inoltre potrebbero essere etichettate erroneamente come alimenti vegetali, detergenti in polvere e altri prodotti simili.

## Farmacologia
Farmacologicamente, i sali da bagno di solito contengono un catinone, tipicamente metilenediossipirovalerone (MDPV), metilone o mefedrone e il pirovalerone; tuttavia, la composizione chimica varia ampiamente e i prodotti etichettati con lo stesso nome possono contenere anche derivati di pirovalerone o pipradrolo. In Europa il principale catinone sintetico è il mefedrone, mentre negli Stati Uniti l'MDPV è più comune.
Si sa molto poco su come i sali da bagno interagiscono con il cervello e su come vengono metabolizzati dal corpo. Gli scienziati sono propensi a credere che i sali da bagno abbiano un forte potenziale di dipendenza e possano aumentare la tolleranza degli utenti. Sono simili alle anfetamine in quanto causano effetti stimolanti aumentando la concentrazione di monoammine come dopamina, serotonina e noradrenalina nelle sinapsi. Sono generalmente meno in grado di attraversare la barriera ematoencefalica rispetto alle anfetamine a causa della presenza di un gruppo beta-cheto che aumenta la polarità del composto.
Il nome deriva dal fatto che in alcuni casi essi sono stati venduti in modo da camuffarli come dei veri e propri sali da bagno, nel tentativo di aggirare le leggi di divieto sull'utilizzo della droga.

## Usi clinici
I sali da bagno possono essere ingeriti, sniffati, fumati o iniettati. L'iniezione è particolarmente sconsigliata poiché questi prodotti raramente elencano gli ingredienti, per non parlare del dosaggio. I sali da bagno possono essere dannosi per la salute umana e possono causare comportamenti irregolari, allucinazioni e deliri.

### Interazione con alcol
I sali da bagno sono spesso consumati contemporaneamente all'alcol. Uno studio del 2015ha studiato l'interrelazione tra mefedrone e alcool, concentrandosi su effetti psicostimolanti e gratificanti. Ha dimostrato che l'alcool, a basse dosi (non stimolanti), aumenta significativamente gli effetti psicostimolanti del mefedrone. Questo effetto è mediato da un aumento della dopamina sinaptica, in quanto l'aloperidolo, ma non la ketanserina, è stato in grado di bloccare il potenziamento dell'alcol. 

### Effetti soggettivi
I sali da bagno o la polvere di scimmia si presentano in una forma in polvere o cristallizzata che può essere ingerita, fumata, iniettata o sniffata. Gli effetti soggettivi sono simili all'MDMA o alla cocaina ma con una durata di 5-6 ore. Entrambe le sostanze provocano una rapida insorgenza d'azione nel sistema nervoso centrale e tossicità stimolante. A dosi maggiori questa classe di sostanze può causare effetti simili a quelli osservati nei casi di sindrome serotoninergica.A causa della loro rapida insorgenza, i catinoni sintetici sono potenti trigger del meccanismo del rinforzo positivo, con un elevato potenziale di dipendenza. La "polvere di scimmia", i "sali da bagno" o il cibo vegetale sono spesso usati insieme alle droghe psicoattive classiche. Gli utenti con sovradosaggio spesso presentano sintomi di agitazione, delirio, allucinazioni, attività motoria eccessiva, convulsioni, tachicardia, ipertensione e / o ipertermia.

## Problematiche di salute legate all'uso
Gli utenti di sale da bagno hanno riportato sintomi che includono mal di testa, palpitazioni cardiache, nausea, dita fredde, allucinazioni, paranoia e attacchi di panico. I media hanno riportato reazioni che includono comportamenti violenti, infarto, insufficienza renale, insufficienza epatica, suicidio, maggiore tolleranza al dolore,  disidratazione e rottura del tessuto muscolare scheletrico.
Contrariamente alla credenza popolare, gli investigatori non hanno trovato alcun legame con i sali da bagno nell'attacco cannibale di Miami.
I sintomi visivi simili a quelli di overdose di stimolanti includono pupille dilatate, movimento muscolare involontario, battito cardiaco accelerato e ipertensione.